# Jimmie Nicol

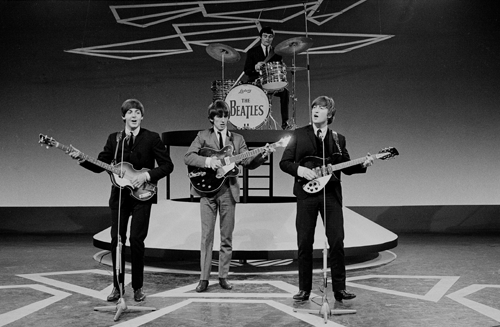
Jimmie Nicol (oben) mit John Lennon, Paul McCartney und George Harrison bei einer TV-Aufzeichnung 1964 in den Niederlanden

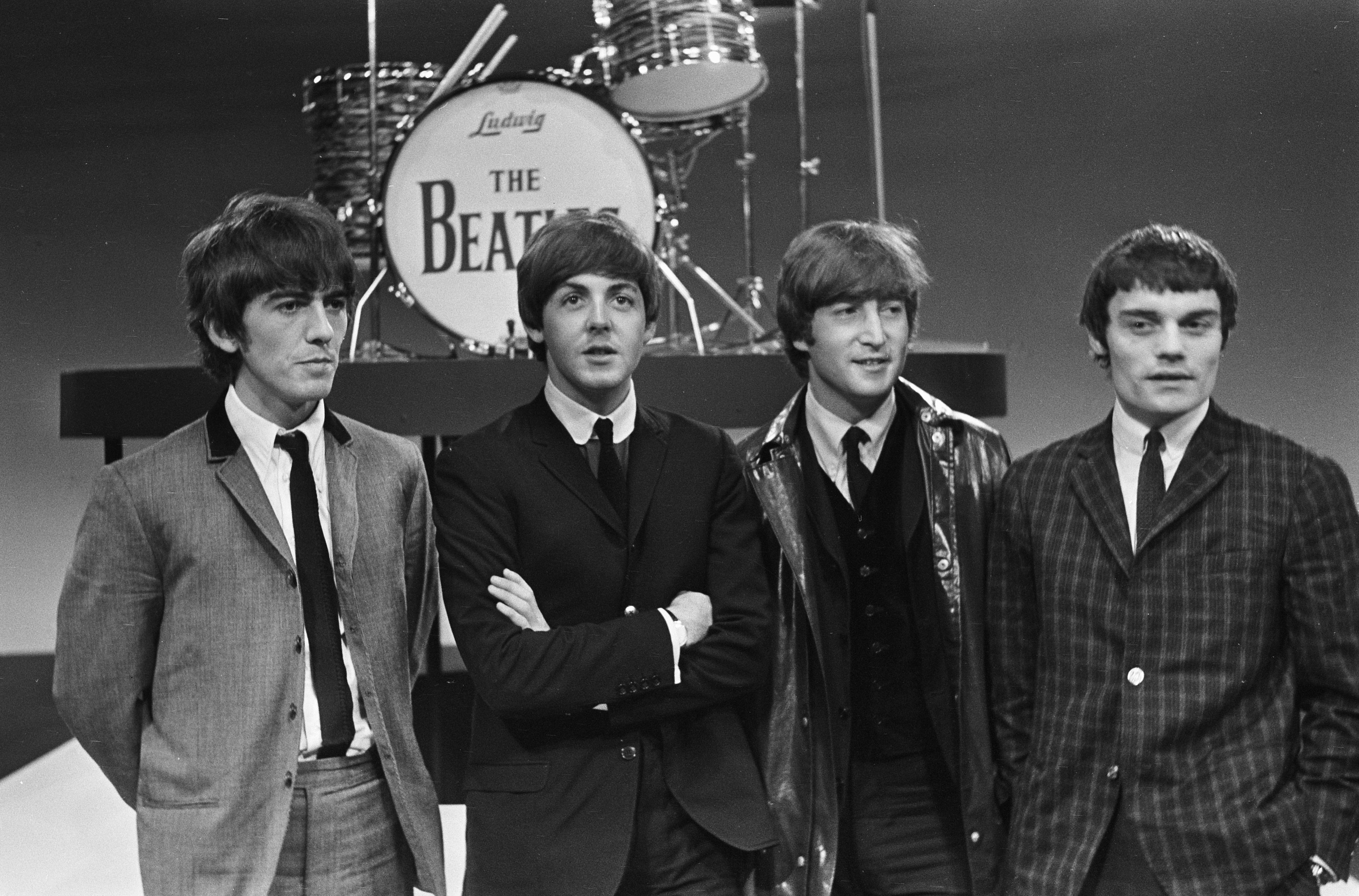
Jimmie Nicol (rechts) mit den Beatles

Jimmie Nicol (* 3. August 1939 in London als James George Nicol) ist ein britischer Schlagzeuger, der 1964 für acht Konzerte der Beatles als Vertretung für den erkrankten Ringo Starr engagiert wurde und so über Nacht weltweite Bekanntheit erlangte.
Als Ringo Starr am 3. Juni 1964 erkrankte, entschlossen sich der Beatles-Produzent George Martin und ihr Manager Brian Epstein kurzfristig, Starr durch Jimmie Nicol zu ersetzen, um eine unmittelbar bevorstehende Tournee nicht absagen zu müssen. George Martin hatte erst kurz zuvor mit Nicol bei einer Aufnahme mit Tommy Quickly zusammengearbeitet. Nicol wurde zu Hause in London angerufen und fand sich eine Stunde später in den Abbey Road Studios ein, um mit den verbliebenen drei Beatles ihr Liveprogramm einzustudieren. An einer anschließenden Aufnahmesession nahm Nicol allerdings nicht teil. Am nächsten Tag spielte er mit Paul McCartney, John Lennon und George Harrison in Kopenhagen. Da keine Zeit war, Nicol einzukleiden, trug er Starrs Anzug, der ihm nicht passte. Es folgten sieben weitere Konzerte, bis Ringo Starr wieder genesen war und am 14. Juni 1964 zu seinen Bandmitgliedern für ein Konzert im australischen Melbourne zurückkehrte.
Nicol veröffentlichte in der Folgezeit zwei Singles mit seiner Band The Shubdubs, die allerdings nicht erfolgreich waren, und spielte eine Zeit lang in der schwedischen Gruppe The Spotnicks.
Eine Aussage von Jimmie Nicols inspirierte Paul McCartney im Jahr 1967 zum Stück Getting Better.
In den 1970er Jahren studierte Nicol in Mexiko und kehrte danach nach England zurück.
Nicol galt seitdem als verschollen. 1988 gab es gar Gerüchte, er sei im Alter von 49 verstorben. Erst in den 2010er Jahren wurde er wieder nördlich von London gesichtet, wo er sich eine Wohnung gemietet hatte.